# درویا
درویا (به فرانسوی: Druillat) یک کمون در فرانسه است که در Canton of Pont-d'Ain واقع شده‌است.

## خصوصیات
درویا ۲۰٫۷۲ کیلومترمربع مساحت و ۱٬۱۲۷ نفر جمعیت دارد و ۲۷۰ متر بالاتر از سطح دریا واقع شده‌است.